# Phare de Nobska Point
Le phare de Nobska Point (en anglais : Nobska Point Light) est un phare actif situé au village côtier de Woods Hole, dans le comté de Barnstable (État du Massachusetts).
Il est inscrit au Registre national des lieux historiques depuis le 15 juin 1987 .

## Histoire
Woods Hole est un village côtier rattaché à la ville de Falmouth. Il se situe dans le coin sud-ouest du cap Cod, face à l'île de Martha's Vineyard et des îles Elizabeth. Le premier phare y a été établi en 1826, avec la lanterne sur la maison du gardien, et a été remplacé en 1876 par l'actuelle tour en fonte.
La station comprend quatre bâtiments: la tour, la maison du gardien, un radiophare et une petite maison à carburant. La tour a un intérieur en brique et un extérieur en métal, formé de quatre anneaux de panneaux en fonte. Les trois premiers panneaux ont chacun une fenêtre à guillotine, tandis que le quatrième niveau comprend quatre fenêtres à hublots. La tour est surmontée d'une lanterne à dix côtés avec un balcon métallique et une balustrade. Un petit bâtiment à armature en bois avec toit à deux versants est adossé à la tour. Le bâtiment à carburant est une petite structure en brique avec un toit à pignon, tandis que la maison du radiophare est une structure en brique plus grande, également avec un toit à pignon.
Le phare a été construit en 1828, avec la lumière originale montée au sommet de la maison du gardien. En 1876, la tour actuelle a été construite, avec une partie de la maison du gardien et de la maison à carburant. La maison du gardien à structure en bois a été construite en deux étapes pour accueillir à la fois un gardien et un assistant.
En 1937, une tour de radiophare en acier a été installée et le signal de brouillard a été remplacé au cours de la prochaine décennie. En 1939, les garde-côtes des États-Unis ont remplacé l'US Lighthouse Service en tant qu'organisme chargé de l'entretien du phare, mais un gardien de phare civil est resté sur les lieux jusqu'en novembre 1973 et a été remplacé par les garde-côtes. Avant de prendre sa retraite, Joseph Hindley fut peut-être le dernier gardien civil de la lumière en Nouvelle-Angleterre.
En 1985, le phare a été automatisé et le dernier gardien a pris sa retraite. Sa maison a été convertie en résidence du commandant du secteur sud-est de la Garde côtière américaine. En 2012, la maison a été jugée nécessitant un entretien trop onéreux et a été abandonnée comme résidence.
En 2015, la Garde côtière a décidé d'offrir le phare aux municipalités ou, à défaut, à la vente privée. Quatre organisations de Falmouth préoccupées par la préservation historique se sont regroupées sous l’égide de la ville de Falmouth pour former un nouvel organisme à but non lucratif qui se porterait candidat pour la licence du phare et de son site. La Garde côtière a accepté la demande de la ville de Falmouth en septembre 2015. La Friends of Nobska Light  est devenue l'association qui, une fois la restauration terminée, fera fonctionner le phare comme un musée ouvert gratuitement au public.

## Description
Le phare actuel  est une tour cylindrique en fonte, avec une galerie et une lanterne de 12 m de haut. La tour est peinte en blanc et la lanterne est noire. Il émet, à une hauteur focale de 26,5 m, un éclat blanc de 0,6 seconde par période de 6 secondes. Sa portée est de 13 milles nautiques (environ 24 km) pour le feu blanc. Il possède aussi un feu à secteurs rouge couvrant les hauts-fonds dangereux d'une portée de 11 milles nautiques (environ 20 km).
Il est aussi équipé d'une corne de brume radiocommandée émettant deux blasts par période de 30 secondes.

## Caractéristiques dufeu maritime
Fréquence : 6 secondes (W)
- Lumière : 0,6 seconde
- Obscurité : 5,4 secondes

Identifiant : ARLHS : USA-550 ; USCG : 1-15560 - Amirauté : J0456 .
|              |
| Nobska Point |

|                     |
| Lentille de Fresnel |

|          |
| Le phare |

### Lien connexe
- Liste des phares du Massachusetts